# Championnat de France de futsal de deuxième division 2013-2014
Navigation
Saison 2014-2015
Le Championnat de France de futsal Division 2 2013-2014 est le championnat national de second niveau du futsal français.

## Format
Le championnat de Division 2 Futsal est composé de deux groupes dont les deux premiers sont promus en Division 1 pour la saison suivante. Le meilleur des deux, au ratio points par match, est sacré champion de D2.
Les trois derniers des deux poules (six équipes) sont directement reléguées dans leur plus haut niveau régional respectif.
Un barrage d'accession entre les champions régionaux déterminent les promus pour la saison suivante.

## Clubs participants
Les clubs participants sont les équipes classées de la septième à la douzième position du Championnat de France de futsal 2012-2013. À l'exception du SC Hérouville Futsal qui est lui rétrogradé au niveau régional. Neuf promus de championnats régionaux complètent la compétition.
Mais le Kremlin-Bicêtre United est réintégré en Division 1 2013-2014, d'où la présence de treize clubs en première division et que neuf dans la poule B de D2 pour cette saison 2013-2014.
| Classement 2012-2013 | Nom                    | Localisation     | Groupe        |
| -------------------- | ---------------------- | ---------------- | ------------- |
| 7e CF groupe A       | Roubaix Futsal         | Roubaix          | A             |
| 8e CF groupe A       | AJM Faches-Thumesnil   | Faches-Thumesnil | A             |
| 9e CF groupe A       | Vision Nova Arcueil    | Arcueil          | A             |
| 10e CF groupe A      | Longwy Boys Futsal     | Longwy           | A             |
| 11e CF groupe A      | Sporting Strasbourg    | Strasbourg       | A             |
| DH régional          | Douai Gayant Futsal    | Douai            | A             |
| DH régional          | Pfastatt Futsal        | Pfastatt         | A             |
| DH régional          | Nantes Bela Futsal     | Nantes           | A             |
| DH régional          | Étoile lavalloise FC   | Laval            | A             |
| DH régional          | Caen Guérinière        | Caen             | A             |
| 7e CF groupe B       | FC Picasso Échirolles  | Échirolles       | B             |
| 8e CF groupe B       | Montpellier Petit-Bard | Montpellier      | B             |
| 9e CF groupe B       | UJS Toulouse           | Toulouse         | B             |
| 10e CF groupe B      | Bastia Centre Futsal   | Bastia           | B             |
| 11e CF groupe B      | Toulouse Futsal Club   | Toulouse         | B             |
| 12e CF groupe B      | Kremlin-Bicêtre United | Kremlin-Bicêtre  | repêché en D1 |
| DH régional          | Lyon Moulin à Vent     | Lyon             | B             |
| DH régional          | Beaucaire Futsal       | Beaucaire        | B             |
| DH régional          | Bastia Agglo Futsal    | Bastia           | B             |
| DH régional          | Mérignac Futsal        | Mérignac         | B             |

## Compétition

### Groupe A (nord)
| \| Arcueil Caen Douai Faches-Thumesnil Laval Longwy Nantes Pfastatt Roubaix Futsal Strasbourg \| Équipes du groupe A |
| Arcueil Caen Douai Faches-Thumesnil Laval Longwy Nantes Pfastatt Roubaix Futsal Strasbourg                           |

| Rang | Équipe                     | Pts | J  | G  | N | P  | Bp  | Bc  | Diff |
| ---- | -------------------------- | --- | -- | -- | - | -- | --- | --- | ---- |
| 1    | Douai Gayant Futsal P      | 57  | 18 | 12 | 3 | 3  | 124 | 77  | +47  |
| 2    | Nantes Bela Futsal P       | 53  | 18 | 11 | 2 | 5  | 89  | 68  | +21  |
| 3    | Roubaix Futsal             | 49  | 18 | 9  | 4 | 5  | 103 | 85  | +18  |
| 4    | AJM Faches-Thumesnil       | 47  | 18 | 9  | 2 | 7  | 84  | 77  | +7   |
| 5    | MJC Pfastatt P             | 45  | 18 | 9  | 2 | 7  | 105 | 98  | +7   |
| 6    | Sporting Strasbourg Futsal | 41  | 18 | 7  | 2 | 9  | 104 | 112 | -8   |
| 7    | Longwy Boys Futsal         | 40  | 18 | 6  | 4 | 8  | 81  | 93  | -12  |
| 8    | Vision Nova Arcueil        | 37  | 18 | 5  | 4 | 9  | 85  | 95  | -10  |
| 9    | Étoile lavalloise FC P     | 34  | 18 | 4  | 4 | 10 | 97  | 113 | -16  |
| 10   | Caen Guérinière P          | 30  | 18 | 4  | 1 | 13 | 77  | 131 | -54  |

Promotions et relégations
- Accession en Division 1 2014-2015
- Relégation en Ligue régionale 2014-2015

Abréviations
- P : Promu de Ligue régionale 2012-2013

### Groupe B (sud)
| \| Bastia AF Bastia CF Beaucaire Échirolles Lyon MV Mérignac Montpellier Toulouse FC Toulouse UJS \| Équipes du groupe B |
| Bastia AF Bastia CF Beaucaire Échirolles Lyon MV Mérignac Montpellier Toulouse FC Toulouse UJS                           |

| Rang | Équipe                 | Pts | J  | G  | N | P  | Bp  | Bc  | Diff |
| ---- | ---------------------- | --- | -- | -- | - | -- | --- | --- | ---- |
| 1    | FC Picasso Échirolles  | 57  | 16 | 13 | 2 | 1  | 94  | 43  | +51  |
| 2    | Montpellier Petit-Bard | 49  | 16 | 10 | 3 | 3  | 109 | 57  | +52  |
| 3    | UJS Toulouse 31        | 46  | 16 | 9  | 3 | 4  | 68  | 45  | +23  |
| 4    | Lyon Moulin à Vent P   | 38  | 16 | 6  | 4 | 6  | 67  | 68  | -1   |
| 5    | Beaucaire Futsal P     | 37  | 16 | 7  | 0 | 9  | 69  | 72  | -3   |
| 6    | Bastia Agglo Futsal P  | 36  | 16 | 6  | 2 | 8  | 78  | 85  | -7   |
| 7    | Bastia Centre Foot     | 36  | 16 | 6  | 2 | 8  | 82  | 87  | -5   |
| 8    | Mérignac Futsal P      | 35  | 16 | 5  | 4 | 7  | 56  | 59  | -3   |
| 9    | Toulouse Futsal Club   | 16  | 16 | 0  | 0 | 16 | 39  | 146 | -107 |

Promotions et relégations
- Accession en Division 1 2014-2015
- Relégation en Ligue régionale 2014-2015

Abréviations
- P : Promu de Ligue régionale 2012-2013

## Bilan de la saison
| Tableau d'honneur de la saison 2013-2014 | |                        | |
| Champion de France de Division 2         | |                        | |
| Douai Gayant Futsal                      | |                        | |
| Promotions et relégations                | |                        | |
| Promus en Division 1                     | Douai Gayant Futsal FC Picasso Échirolles                                                                        | Relégués de Division 1 | Roubaix AFS Lyon Footzik Paris Métropole Futsal                                                               |
| Relégués en DH                           | Vision Nova Arcueil Étoile lavalloise FC Caen Guérinière Bastia Centre Foot Mérignac Futsal Toulouse Futsal Club | Promus de DH           | Paris ACASA Hérouville Futsal Strasbourg Hautepierre Le Mans SO Maine Pessac Châtaigneraie AJAMS Port-de-Bouc |